# Памятник Бакланову (Баклановская)
Памятник Бакланову — монумент, воздвигнутый в станице Баклановская Области Войска Донского, ныне Дубовского района Ростовской области, в честь русского генерала Якова Петровича Бакланова (не сохранился).

## История

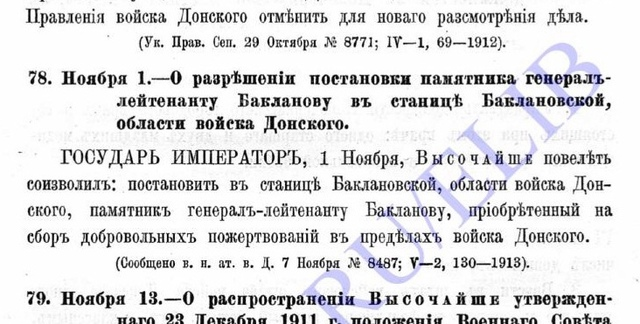
О разрешении постановки памятника генерал-лейтенанту Бакланову

В газете «Донские областные ведомости» № 245 от 13 ноября 1913 г. в статье «Памятник» сообщалось: «Государь Император в 1-й день ноября 1913 г. высочайше повелел: постановить в станице Баклановской Области Войска Донского памятник генерал-лейтенанту Бакланову, приобретённый на сборы добровольных пожертвований в пределах Войска Донского».
Точная дата открытия памятника неизвестна. Бюст героя установлен на высоком гранитном постаменте. Предположительно, он был установлен в период с 1913 по 1915 год. Средства на памятник собирали добровольными пожертвованиями. В 1914 году на его открытие прибыли все казаки Баклановского юрта. Местный поэт, атаман хутора Кривенского Т. А. Литвищенков прочитал стихотворение, посвящённое прославленному атаману.
Интересно, что бюст Я. П. Бакланова изображён на картине художника-баталиста М. Б. Грекова «Вступление красных в Баклановскую станицу», написанной им в 1926 году. На картине изображен отряд конных красноармейцев, ворвавшихся в казачью станицу. Один из них пытается шашкой перерубить бюст, посвященный казачьему генералу. Но в книгах о творчестве художника упоминания об этой работе нет.
Памятник в станице простоял по 1930 год. В соответствии с постановлением СНК СССР от 30 октября 1930 года «Об изъятии колоколов церквей в целях использования их для снабжения промышленности цветными металлами» он был сдан в рудметаллторг для переплавки.